# Merced Grove

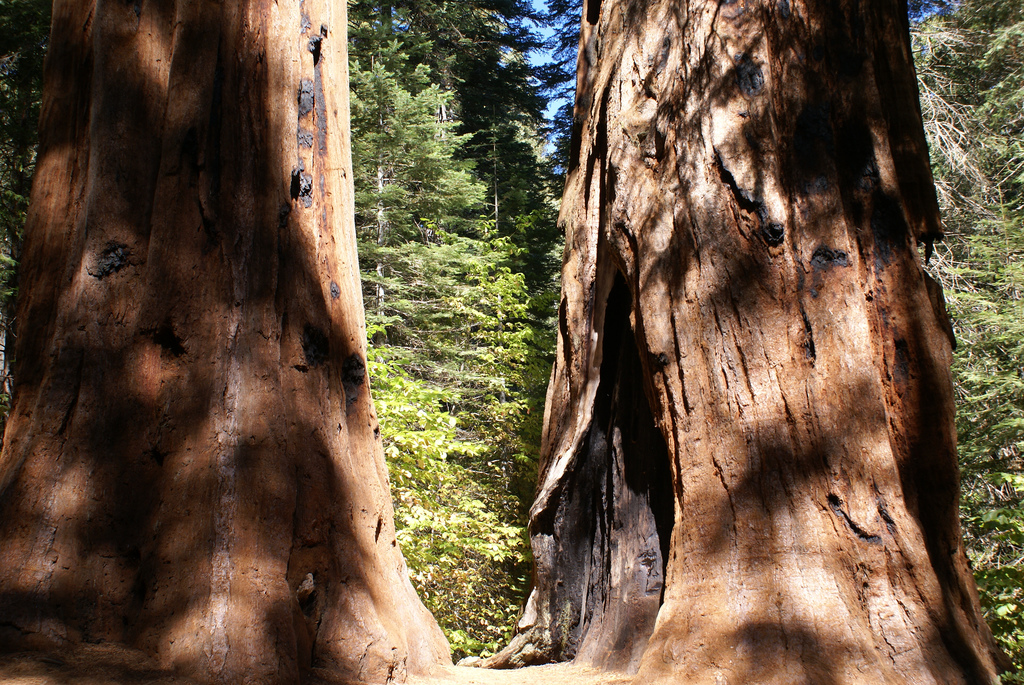
Reuzensquoia's bij Merced Grove

De Merced Grove is een bosschage van reuzensequoia's (Sequoiadendron giganten) in het uiterste westen van Yosemite National Park in de Amerikaanse staat Californië binnen de grenzen van Mariposa County. Het ligt ten noorden van El Portal en de Merced op een hoogte van 1.667 meter nabij de kampeerplaats Camp Flat in een kleine vallei van de Moss Creek. Het bos is toegankelijk voor wandelaars en telt veertig sequoia's met een diameter van meer dan 1,5 meter, waarvan vijftien een diameter van meer dan drie meter hebben.
In hetzelfde nationaal park zijn nog twee andere standplaatsen van reuzensequoia's. De Tuolumne Grove ligt ten noordoosten van de Merced Grove, ten noorden van Crane Flat. Het bekendste reuzensequoiabos in het park is evenwel de Mariposa Grove, in het uiterste zuiden van Yosemite.
Bezienswaardigheden: Bridalveil Fall · Cathedral Lakes · Cathedral Peak · Chilnualna Falls · Clouds Rest · El Capitan · Emerald Pool · Glacier Point · Grand Canyon of the Tuolumne · Grizzly Giant · Half Dome · Hetch Hetchy · Horsetail Fall · John Muir Trail · Mariposa Grove · Merced Grove · Merced River · Mount Conness · Mount Dana · Mount Lyell · Mount Starr King · Nevadawaterval · Ostrander Lake · Pacific Crest Trail · Sentinel Dome · Sentinel Rock · Tenaya Canyon · Tenaya Lake · Tunnel View · Tuolumne Grove · Tuolumne Meadows · Tuolumne River · Vernalwaterval · Wawona Tunnel Tree · Yosemite Valley · Yosemitewaterval

Bebouwing: Ahwahnee Hotel · Badger Pass Ski Area · Camp 4 · Curry Village · Glacier Point Hotel · Housekeeping Camp · LeConte Memorial Lodge · Pioneer Yosemite History Center · Rangers' Club · Parsons Memorial Lodge · Wawona · Wawona Hotel · Yosemite Valley Chapel · Yosemite Valley Lodge · Yosemite Village

Vervoer: SR 41 · SR 120 · SR 140 · Wawona Tunnel · Yosemite Area Regional Transportation System

Personen: Ahwahnechee · Chief Tenaya · Frederick Law Olmsted · Galen Clark · John Conness · John Muir · Sierra Miwok · Stephen Mather · Robert Underwood Johnson